# 賈維茨會議中心
雅各布·K·賈維茨會議中心（Jacob K. Javits Convention Center）是美國紐約市曼哈頓地獄廚房的一座會議中心，1986年完工，其名來自同年去世的美國參議院議員雅各布·賈維茨。建成後，它取代紐約競技場（New York Coliseum）成為紐約市的主要會議中心。它是美國最大、最常用的會議中心之一，由紐約州立的紐約會議中心運營公司（New York Convention Center Operating Corporation）運營、維護。在2019冠状病毒病疫情期間，該中心改建為臨時醫院。

## 外部連接
- 维基共享资源上的相關多媒體資源：賈維茨會議中心
- 官方網站 （页面存档备份，存于）